# Schleimrüblinge
Die Schleimrüblinge (Oudemansiella) sind eine hauptsächlich in den Tropen verbreitete Pilzgattung aus der Familie Physalacriaceae. Die Typusart ist Oudemansiella platensis.
Die Gattung ist nach dem niederländischen Arzt, Botaniker und Mykologen Cornelis Antoon Jan Abraham Oudemans (1825–1906) benannt, in Dörfelts „Wörterbuch der Mycologie“ wird die französische Namensform Corneille Antoine Jean Abraham Oudemans erwähnt.

## Merkmale
Die Schleimrüblinge bilden mittelgroße, meist büschelig wachsende Fruchtkörper mit Lamellen an den Hutunterseiten und weißem Sporenpulver. Die rundlichen Sporen sind groß – sie messen bei Oudemansiella canarii beispielsweise 19–25 × 18–23 µm.

## Ökologie
Die Arten der Gattung sind Holzbewohner und verursachen im Substrat eine Weißfäule. Sie fruktifizieren sogar teilweise im Geäst toter, aber noch stehender Bäume.

## Arten

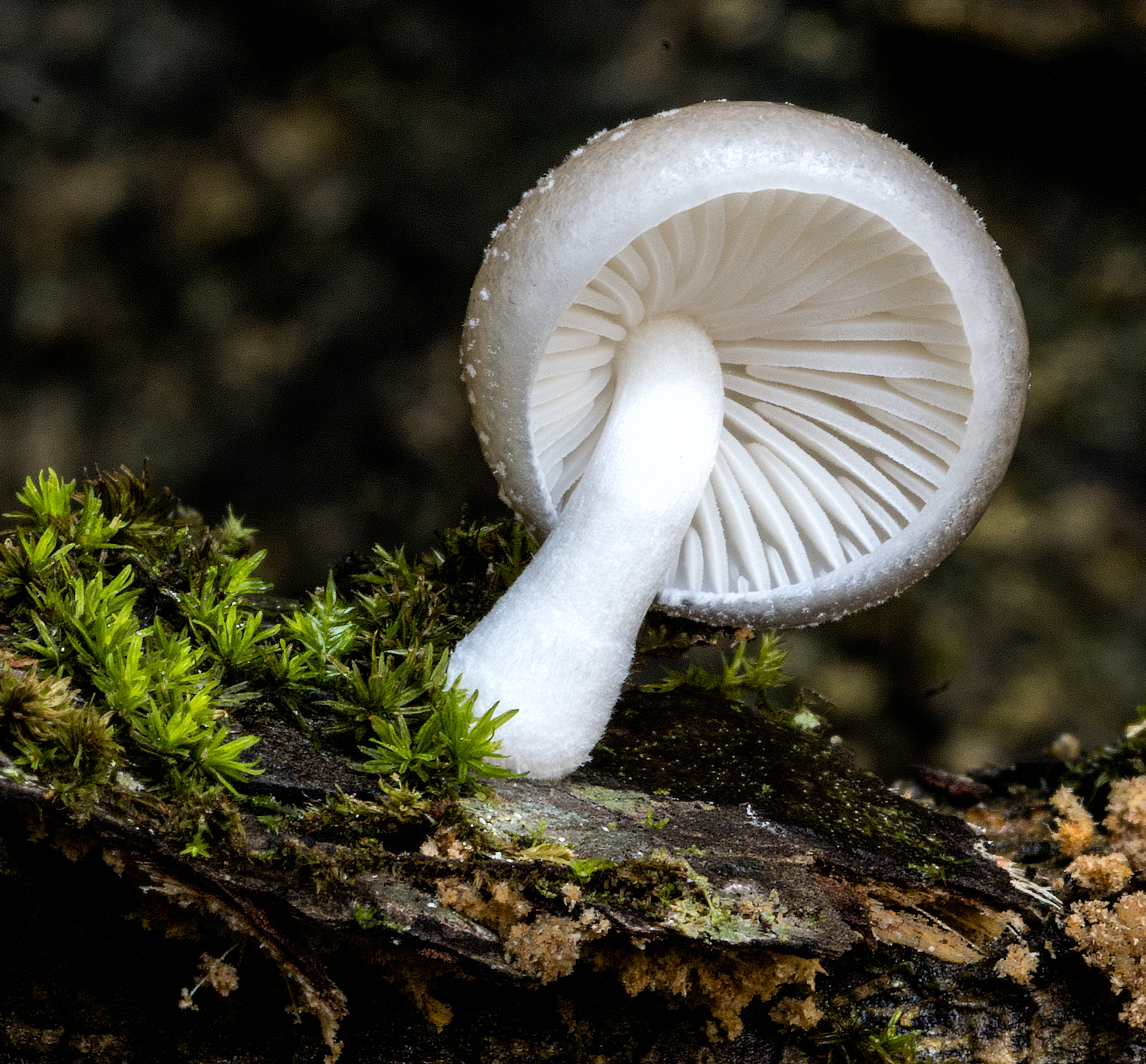
Oudemansiella canarii aus den Tropen.

Weltweit kommen im engeren Sinn etwa 15 Arten vor, von denen in Europa nur der Schwarzhaarige Wurzelrübling (Oudemansiella melanotricha) heimisch ist.
| Deutscher Name                | Wissenschaftlicher Name    | Autorenzitat                   |
| ----------------------------- | -------------------------- | ------------------------------ |
| Schwarzhaariger Wurzelrübling | Oudemansiella melanotricha | (Dörfelt 1979) M.M. Moser 1983 |

Eine in den Tropen verbreitete, häufige Art ist Oudemansiella canarii.

## Systematik
Die Schleimrüblinge würden früher zu den Schwindlingsverwandten oder Ritterlingsverwandten gezählt. Neue phylogenetische Erkenntnisse belegen jedoch eine Zugehörigkeit zu den Physalacriaceae.
Während der Schwarzhaarige Wurzelrübling lange Zeit zu den Wurzelrüblingen (Xerula) gestellt wurde, galt der Buchen-Schleimrübling als einzige europäische Art dieser Gattung. Aufgrund molekularbiologischer Untersuchungen wurde sie neu definiert als eine hauptsächlich tropische Gattung mit Arten ohne ausdauerndem Ring. Der Buchen-Schleimrübling wurde demzufolge in die Gattung Mucidula zurückgeführt, die bereits 1887 von Narcisse Théophile Patouillard aufgestellt und dann zwischenzeitlich nicht mehr verwendet wurde.